# 脳裏上のクラッカー
「脳裏上のクラッカー」（のうりうえのクラッカー）は、ずっと真夜中でいいのに。の楽曲。2作目のデジタル配信限定シングルとしてEMI Recordsより2018年10月24日に各音楽配信サービスにてリリースされた。

## 概要
前作『秒針を噛む』から約2か月ぶりのリリースとなった。2018年10月3日にミュージックビデオがYouTubeに投稿され、2018年10月24日に各音楽配信サービスにてリリースされた。2019年10月30日発売されたフルアルバム『潜潜話』にも収録されている。
ミュージックビデオは秒針を噛むに続き、Wabokuがアニメーションを担当した。

## 収録内容
| #         | タイトル               | 作詞・作曲 | 編曲                | 時間 |
| --------- | ---------------------- | ---------- | ------------------- | ---- |
| 1.        | 「脳裏上のクラッカー」 | ACAね      | 100回嘔吐, 板井直樹 | 4:29 |
| 合計時間: | 合計時間:              | 合計時間:  | 合計時間:           | 4:29 |

## 収録アルバム
- 『正しい偽りからの起床』 (#5)
- 『潜潜話』 (#1)